# Kate Reid
Pour les articles homonymes, voir Reid.
Kate Reid (née le 4 novembre 1930 à Londres, de parents canadiens, et morte le 27 mars 1993 à Stratford, dans la province canadienne de l'Ontario) est une actrice canadienne.

## Biographie
Le père de Kate Reid, un colonel à la retraite, avait été lancier au Bengale dans l'armée indienne. La petite Kate n'a que 10 mois quand ses parents déménagent au Canada.
Elle étudie au Havergal College de Toronto, puis entreprend des études de théâtre au Conservatoire royal de musique. Elle commence à jouer au milieu des années 1950 sur des scènes ontariennes et à la télévision d'État (CBC).
Elle entreprend des études à l'Université de Londres, décroche un rôle dans un théâtre du West End en 1958, et l'année suivante, joue dans Comme il vous plaira et Othello de Shakespeare au Festival de Stratford du Canada. Elle se rend ensuite à New York pour suivre des cours d'interprétation théâtrale sous la direction de Uta Hagen. En 1962, Elle partage avec cette dernière le rôle de Martha dans Qui a peur de Virginia Woolf ? d'Edward Albee, assurant les représentations en matinée. Elle mène dès lors une carrière longue et variée, jouant à la scène plusieurs rôles dans des classiques, dont Lady Macbeth dans Macbeth et Katharina dans La Mégère apprivoisée de Shakespeare, mais aussi des pièces contemporaines : Slapstick Tragedy (1966) est écrit spécialement pour elle par Tennessee Williams. Arthur Miller pense à elle en écrivant Le Prix (The Price, 1968), tout comme Edward Albee pour le rôle de Claire dans Délicate Balance (A Delicate Balance, 1966). Elle reprend d'ailleurs le rôle dans le film A Delicate Balance, réalisé par Tony Richardson, une interprétation qui lui vaut d'être nommée pour le Golden Globe de la meilleure actrice dans un second rôle en 1974.
Au cinéma, elle joue aussi une scientifique atteinte d'épilepsie dans Le Mystère Andromède (1971) de Robert Wise et l'acariâtre Grace, compagne de Burt Lancaster, dans Atlantic City (1980) de Louis Malle - un rôle qui lui vaut un Prix Génie.
Elle apparaît également très souvent à la télévision. Aux côtés de Dustin Hoffman, elle joue une touchante Linda Loman dans le téléfilm Mort d'un commis voyageur, interprétation qui lui vaut d'être nommée à nouveau pour un Golden Globe.
Elle meurt d'un cancer du cerveau en mars 1993.

## Filmographie partielle

### Cinéma
- 1966 : Propriété interdite, film réalisé par Sydney Pollack : Hazel Starr
- 1971 : Le Mystère Andromède, film américain réalisé par Robert Wise : Dr. Ruth Leavitt
- 1973 : A Delicate Balance, film américano-canado-britannique réalisé par Tony Richardson : Claire
- 1977 : Equus, film américano-britannique réalisé par Sidney Lumet : Margaret Dysart
- 1980 : Double Negative de George Bloomfield : Mrs. Swanscutt
- 1980 : Atlantic City, film franco-canadien réalisé par Louis Malle : Grace
- 1984 : Le Sang des autres, film français réalisé par Claude Chabrol : Madame Blomart
- 1985 : Tutti Frutti (Heaven Help Us), film américain réalisé par Michael Dinner : Grandma
- 1988 : Sweet Hearts Dance, film américain réalisé par Robert Greenwald : Pearne Manners
- 1989 : Signs of Life film américain réalisé par John David Coles : Mrs. Wrangway
- 1989 : Bye Bye Blues (en) film canadien réalisé par Anne Wheeler : Mary Wright
- 1991 : Trahie (Deceived) de Damian Harris

### Télévision
- 1963 : Invincible Mr. Disraeli, téléfilm américain réalisé par George Schaefer : Reine Victoria
- 1971 : Poids mort, épisode 3, Saison 1 de Columbo, réalisé par Jack Smight : Mrs. Walters
- 1985 : Mort d'un commis voyageur, téléfilm américain réalisé par Volker Schlöndorff : Linda Loman
- 1987 : Conversation Over a Corpse, épisode 2, Saison 2, de Alfred Hitchcock présente, réalisé par Robert Iscove : Johanna Enright

## Récompenses et nominations

### Récompenses
- Prix Génie de la meilleure actrice dans un second rôle pour Atlantic City

### Nominations
- Golden Globes 1974 :
  - Meilleure actrice dans un second rôle pour A Delicate Balance

- Golden Globes 1986 :
  - Meilleure actrice dans un second rôle dans une série, une mini-série ou un téléfilm pour Mort d'un commis voyageur (téléfilm, 1985)

- Primetime Emmy Awards 1963 :
  - Meilleure actrice dans un second rôle dans une mini-série ou un téléfilm pour Invincible Mr.Disraeli